# Parque central de Morales, Izabal
El Parque Central de Morales, Izabal, Guatemala es un área recreativa pública situada en el Barrio Los Castro, cerca del Polideportivo Morales, Izabal.

## Historia
Ha tenido varios cambios durante los años. El primer parque llamado 15 de Septiembre fue construido en el año de 1939 aproximadamente, luego en 1985 hubo un importante desarrollo cultural y social. En los años 80, contaba con una cancha de básquetbol, verdes, juegos infantiles y una cancha acústica la cual servía para poder realizar diferentes actividades culturales. Otro de los atractivos con los que contaba el parque municipal era el famoso lagarto Juancho acompañado de un grupo de tortugas admirados por todas las personas. Ahora, el lagarto Juancho se encuentra ubicado en el zoológico Santa Isabel en el municipio de Petén.

## Descripción
En el Parque Central de Morales se llevan a cabo algunos eventos por la noche en dichas fechas. En las fechas del 15 al 21 de marzo se llega la celebración de la feria debido a que el 19 es la fecha en que la iglesia católica celebra el nacimiento del patriarca San José. La feria empieza desde el polideportivo y termina hasta donde se encuentra el parque.=